# Kanton Saint-Maixent-l'École-2
Kanton Saint-Maixent-l'École-2 is een voormalig kanton van het Franse departement Deux-Sèvres. Kanton Saint-Maixent-l'École-2 maakte deel uit van het arrondissement Niort en telde 8797 inwoners (1999). Het werd opgeheven bij decreet van 18 februari 2014 met uitwerking op 22 maart 2015. Alle gemeenten zijn opgenomen in het nieuwe kanton Saint-Maixent-l'École.

## Gemeenten
Het kanton Saint-Maixent-l'École-2 omvatte de volgende gemeenten:
- Exireuil
- Nanteuil
- Romans
- Sainte-Eanne
- Sainte-Néomaye
- Saint-Maixent-l'École (deels, hoofdplaats)
- Saint-Martin-de-Saint-Maixent
- Souvigné